# Discografia dei Duran Duran
La discografia dei Duran Duran, gruppo musicale britannico in attività dal 1978, comprende 16 album in studio, 4 album dal vivo, 1 di cover, 2 di remix, 4 raccolte principali, 39 singoli e diversi video. Durante la propria carriera, il gruppo ha venduto in tutto il mondo oltre 135 milioni di dischi fra album e singoli.  
Nel 2015 l'album in studio della band, Paper Gods, ha immediatamente raggiunto, tra le altre, la posizione nº 2 in Italia, la nº 4 in Olanda, la nº 5 in Gran Bretagna e la nº 10 negli USA. Proprio con questo risultato, i Duran Duran sono diventati tra i pochi artisti nella storia della musica popolare ad aver raggiunto la Top 10 della Billboard 200 in tre diversi decenni (gli anni ottanta, novanta e dieci) e uno degli ancor meno artisti ad aver raggiunto la Top 20 in tutti e quattro i decenni della loro storia: per la precisione 5 album negli anni ottanta (Duran Duran, Rio, Seven and the Ragged Tiger, Arena e Notorious), 2 album negli anni novanta (Duran Duran alias "The Wedding Album" e Thank You), 1 negli anni '00 (Astronaut) e 2 negli anni dieci (Paper Gods) e (Future Past) e 1 negli anni venti (Danse Macabre (album Duran Duran))

## Album

### Album in studio
| 1981 | Duran Duran - Pubblicazione: 15 giugno 1981 - Etichetta: EMI                       | 3  | 9                                                                                                  | —                                                                                                  | 27                                                                                                 | —                                                                                                  | —                                                                                                  | —                                                                                                  | —                                                                                                  | —                                                                                                  | 2                                                                                                  | 3                                                                                                  | —                                                                                                  | 10                                                                                                 | - CAN: 2× Platino - NZ: Platino - UK: Platino - US: Platino                                        | | | |
| 1982 | Rio - Pubblicazione: 10 maggio 1982 - Etichetta: EMI                               | 2  | 1                                                                                                  | —                                                                                                  | 1                                                                                                  | 3                                                                                                  | —                                                                                                  | —                                                                                                  | 40                                                                                                 | 13                                                                                                 | 2                                                                                                  | 9                                                                                                  | —                                                                                                  | 6                                                                                                  | - CAN: 2× Platino - FIN: Oro - NZ: Platino - UK: Platino - US: 2× Platino                          | | | |
| 1983 | Seven and the Ragged Tiger - Pubblicazione: 21 novembre 1983 - Etichetta: EMI      | 1  | 2                                                                                                  | 11                                                                                                 | 7                                                                                                  | 3                                                                                                  | 17                                                                                                 | 12                                                                                                 | 1                                                                                                  | 14                                                                                                 | 1                                                                                                  | 19                                                                                                 | 16                                                                                                 | 8                                                                                                  | - CAN: 3× Platino - FIN: Oro - NLD: Oro - NZ: Platino - UK: Platino - US: 2× Platino               | | | |
| 1986 | Notorious - Pubblicazione: 18 novembre 1986 - Etichetta: EMI                       | 16 | 30                                                                                                 | 20                                                                                                 | 19                                                                                                 | 19                                                                                                 | 22                                                                                                 | 2                                                                                                  | 11                                                                                                 | 8                                                                                                  | 15                                                                                                 | 8                                                                                                  | 19                                                                                                 | 12                                                                                                 | - CAN: Platino - UK: Oro - US: Platino                                                             | | | |
| 1988 | Big Thing - Pubblicazione: 18 ottobre 1988 - Etichetta: EMI                        | 15 | 46                                                                                                 | —                                                                                                  | 29                                                                                                 | —                                                                                                  | 31                                                                                                 | 5                                                                                                  | 77                                                                                                 | —                                                                                                  | 34                                                                                                 | 27                                                                                                 | 19                                                                                                 | 24                                                                                                 | - UK: Argento - US: Oro                                                                            | | | |
| 1990 | Liberty - Pubblicazione: 20 agosto 1990 - Etichetta: EMI                           | 8  | 56                                                                                                 | —                                                                                                  | —                                                                                                  | —                                                                                                  | —                                                                                                  | 6                                                                                                  | 37                                                                                                 | —                                                                                                  | —                                                                                                  | —                                                                                                  | 36                                                                                                 | 46                                                                                                 | - UK: Argento                                                                                      | | | |
| 1993 | Duran Duran (The Wedding Album) - Pubblicazione: 11 febbraio 1993 - Etichetta: EMI | 4  | 20                                                                                                 | 12                                                                                                 | 8                                                                                                  | 18                                                                                                 | 22                                                                                                 | 6                                                                                                  | 23                                                                                                 | —                                                                                                  | —                                                                                                  | 21                                                                                                 | 23                                                                                                 | 7                                                                                                  | - UK: Oro - US: Platino                                                                            | | | |
| 1997 | Medazzaland - Pubblicazione: 14 ottobre 1997 - Etichetta: EMI                      | —  | —                                                                                                  | —                                                                                                  | 66                                                                                                 | —                                                                                                  | —                                                                                                  | —                                                                                                  | —                                                                                                  | —                                                                                                  | —                                                                                                  | —                                                                                                  | —                                                                                                  | 58                                                                                                 | | | | |
| 2000 | Pop Trash - Pubblicazione: 19 giugno 2000 - Etichetta: Hollywood Records           | 53 | —                                                                                                  | —                                                                                                  | —                                                                                                  | —                                                                                                  | 80                                                                                                 | 40                                                                                                 | —                                                                                                  | —                                                                                                  | —                                                                                                  | —                                                                                                  | —                                                                                                  | 135                                                                                                | | | | |
| 2004 | Astronaut - Pubblicazione: 11 ottobre 2004 - Etichetta: Epic Records               | 3  | 22                                                                                                 | 27                                                                                                 | 9                                                                                                  | —                                                                                                  | 23                                                                                                 | 2                                                                                                  | 17                                                                                                 | —                                                                                                  | 29                                                                                                 | 41                                                                                                 | 21                                                                                                 | 17                                                                                                 | - UK: Oro                                                                                          | | | |
| 2007 | Red Carpet Massacre - Pubblicazione: 13 novembre 2007 - Etichetta: Epic Records    | 44 | 69                                                                                                 | —                                                                                                  | —                                                                                                  | —                                                                                                  | 85                                                                                                 | 10                                                                                                 | 73                                                                                                 | —                                                                                                  | —                                                                                                  | —                                                                                                  | 39                                                                                                 | 36                                                                                                 | | | | |
| 2011 | All You Need Is Now - Pubblicazione: 21 marzo 2011 - Etichetta: Edel Music         | 11 | 79                                                                                                 | 62                                                                                                 | 52                                                                                                 | —                                                                                                  | 39                                                                                                 | 10                                                                                                 | 23                                                                                                 | —                                                                                                  | —                                                                                                  | —                                                                                                  | 28                                                                                                 | 29                                                                                                 | | | | |
| 2015 | Paper Gods - Pubblicazione: 11 settembre 2015 - Etichetta: Warner Bros. Records    | 5  | 19                                                                                                 | 24                                                                                                 | 7                                                                                                  | 28                                                                                                 | 24                                                                                                 | 2                                                                                                  | 4                                                                                                  | —                                                                                                  | 24                                                                                                 | —                                                                                                  | 15                                                                                                 | 10                                                                                                 | | | | |
| 2021 | Future Past - Pubblicazione: 22 ottobre 2021 - Etichetta: BMG                      | 3  | "—" indica una pubblicazione che non si è classificata o che non è stata pubblicata in quel Paese. | "—" indica una pubblicazione che non si è classificata o che non è stata pubblicata in quel Paese. | "—" indica una pubblicazione che non si è classificata o che non è stata pubblicata in quel Paese. | "—" indica una pubblicazione che non si è classificata o che non è stata pubblicata in quel Paese. | "—" indica una pubblicazione che non si è classificata o che non è stata pubblicata in quel Paese. | "—" indica una pubblicazione che non si è classificata o che non è stata pubblicata in quel Paese. | "—" indica una pubblicazione che non si è classificata o che non è stata pubblicata in quel Paese. | "—" indica una pubblicazione che non si è classificata o che non è stata pubblicata in quel Paese. | "—" indica una pubblicazione che non si è classificata o che non è stata pubblicata in quel Paese. | "—" indica una pubblicazione che non si è classificata o che non è stata pubblicata in quel Paese. | "—" indica una pubblicazione che non si è classificata o che non è stata pubblicata in quel Paese. | "—" indica una pubblicazione che non si è classificata o che non è stata pubblicata in quel Paese. | "—" indica una pubblicazione che non si è classificata o che non è stata pubblicata in quel Paese. | "—" indica una pubblicazione che non si è classificata o che non è stata pubblicata in quel Paese. | "—" indica una pubblicazione che non si è classificata o che non è stata pubblicata in quel Paese. | "—" indica una pubblicazione che non si è classificata o che non è stata pubblicata in quel Paese. |

### Album dal vivo
| Anno                                                                                               | Titolo                                                                                     | Classifiche | Classifiche | Classifiche | Classifiche | Classifiche | Classifiche | Classifiche | Classifiche | Classifiche | Classifiche | Classifiche | Classifiche | Classifiche | Certificazioni                                                                       |
| Anno                                                                                               | Titolo                                                                                     | UK          | AUS         | AUT         | CAN         | FIN         | GER         | ITA         | NLD         | NOR         | NZ          | SWE         | SWI         | US          | Certificazioni                                                                       |
| -------------------------------------------------------------------------------------------------- | ------------------------------------------------------------------------------------------ | ----------- | ----------- | ----------- | ----------- | ----------- | ----------- | ----------- | ----------- | ----------- | ----------- | ----------- | ----------- | ----------- | ------------------------------------------------------------------------------------ |
| 1984                                                                                               | Arena - Pubblicazione: 12 novembre 1984 - Etichetta: EMI                                   | 6           | 8           | 7           | 10          | 8           | 1           | 1           | 5           | 16          | 3           | 16          | 4           | 4           | - CAN: 2× Platino - GER: Oro - NLD: Oro - NZ: Platino - UK: Platino - US: 2× Platino |
| 2005                                                                                               | Live from London - Pubblicazione: 25 ottobre 2005 - Etichetta: Epic Records                | —           | —           | —           | —           | —           | —           | —           | —           | —           | —           | —           | —           | —           |                                                                                      |
| 2009                                                                                               | Live at Hammersmith '82! - Pubblicazione: 21 settembre 2009 - Etichetta: Epic Records      | —           | —           | —           | —           | —           | —           | —           | —           | —           | —           | —           | —           | —           |                                                                                      |
| 2012                                                                                               | A Diamond in the Mind: Live 2011 - Pubblicazione: 3 luglio 2012 - Etichetta: Eagle Records | —           | —           | —           | —           | —           | 59          | 40          | —           | —           | —           | —           | —           | —           |                                                                                      |
| "—" indica una pubblicazione che non si è classificata o che non è stata pubblicata in quel Paese. |                                                                                            |             |             |             |             |             |             |             |             |             |             |             |             |             |                                                                                      |

### Raccolte
| Anno                                                                                               | Titolo                                                                                     | Classifiche | Classifiche | Classifiche | Classifiche | Classifiche | Classifiche | Classifiche | Classifiche | Classifiche | Classifiche | Classifiche | Classifiche | Certificazioni                                                                               |
| Anno                                                                                               | Titolo                                                                                     | UK          | AUS         | AUT         | BEL         | CAN         | FIN         | ITA         | NLD         | NOR         | NZ          | SWE         | US          | Certificazioni                                                                               |
| -------------------------------------------------------------------------------------------------- | ------------------------------------------------------------------------------------------ | ----------- | ----------- | ----------- | ----------- | ----------- | ----------- | ----------- | ----------- | ----------- | ----------- | ----------- | ----------- | -------------------------------------------------------------------------------------------- |
| 1989                                                                                               | Decade: Greatest Hits - Pubblicazione: 15 novembre 1989 - Etichetta: EMI                   | 5           | 89          | —           | —           | 81          | —           | —           | 84          | —           | —           | —           | 67          | - UK: Platino - US: Platino                                                                  |
| 1998                                                                                               | Greatest - Pubblicazione: 3 novembre 1998 - Etichetta: EMI                                 | 4           | 82          | 30          | 19          | 74          | 13          | 22          | 24          | 13          | 12          | 38          | 170         | - AUS: Oro - BEL: Platino - CAN: Oro - NLD: Oro - NZ: Platino - UK: 3× Platino - US: Platino |
| 2000                                                                                               | The Essential Collection - Pubblicazione: 20 marzo 2000 - Etichetta: EMI                   | —           | —           | —           | —           | —           | —           | —           | —           | —           | —           | —           | —           |                                                                                              |
| 2012                                                                                               | The Biggest and the Best - Pubblicazione: 10 settembre 2012 - Etichetta: Music Club Deluxe | —           | —           | —           | —           | —           | —           | —           | —           | —           | —           | —           | —           |                                                                                              |
| "—" indica una pubblicazione che non si è classificata o che non è stata pubblicata in quel Paese. |                                                                                            |             |             |             |             |             |             |             |             |             |             |             |             |                                                                                              |

### Album di cover
| Anno | Titolo                                                    | Classifiche | Classifiche | Classifiche | Classifiche | Classifiche | Classifiche | Classifiche | Classifiche | Classifiche | Certificazioni       |
| Anno | Titolo                                                    | UK          | AUS         | AUT         | CAN         | GER         | ITA         | NLD         | SWI         | US          | Certificazioni       |
| ---- | --------------------------------------------------------- | ----------- | ----------- | ----------- | ----------- | ----------- | ----------- | ----------- | ----------- | ----------- | -------------------- |
| 1995 | Thank You - Pubblicazione: 27 marzo 1995 - Etichetta: EMI | 12          | 63          | 25          | 15          | 50          | 17          | 34          | 44          | 19          | - CAN: Oro - US: Oro |

### Album di remix
| Anno | Titolo                                                                                    | Classifiche |
| Anno | Titolo                                                                                    | UK          |
| ---- | ----------------------------------------------------------------------------------------- | ----------- |
| 1998 | Night Versions: The Essential Duran Duran - Pubblicazione: 31 marzo 1998 - Etichetta: EMI | —           |
| 1999 | Strange Behaviour - Pubblicazione: 23 marzo 1999 - Etichetta: EMI                         | 70          |

## Box set
| Anno | Titolo                                                                        | Classifiche |
| Anno | Titolo                                                                        | ITA         |
| ---- | ----------------------------------------------------------------------------- | ----------- |
| 2003 | Singles Box Set 1981-1985 - Pubblicazione: 12 maggio 2003 - Etichetta: EMI    | 42          |
| 2004 | Singles Box Set 1986-1995 - Pubblicazione: 13 settembre 2004 - Etichetta: EMI | 19          |

## Extended play
| Anno | Titolo                                                                                | Classifiche | Classifiche | Classifiche |
| Anno | Titolo                                                                                | AUS         | ITA         | US          |
| ---- | ------------------------------------------------------------------------------------- | ----------- | ----------- | ----------- |
| 1981 | Nite Romantics - Pubblicazione: 1981 (Giappone) - Etichetta: EMI                      | —           | —           | —           |
| 1982 | Night Versions - Pubblicazione: 1982 (Australia) - Etichetta: EMI                     | 19          | —           | —           |
| 1982 | Carnival - Pubblicazione: settembre 1982 - Etichetta: EMI                             | —           | —           | 98          |
| 1984 | Tiger Tiger - Pubblicazione: 1984 (Giappone) - Etichetta: EMI                         | —           | —           | —           |
| 1985 | Mixing - Pubblicazione: 1985 (Italia) - Etichetta: EMI                                | —           | 3           | —           |
| 1986 | Strange Behaviour - Pubblicazione: 1986 (Giappone e Italia) - Etichetta: EMI          | —           | 19          | —           |
| 2010 | From Mediterranea with Love - Pubblicazione: 23 dicembre 2010 - Etichetta: Edel Music | —           | —           | —           |

## Singoli
| Anno                                                                                               | Singolo                                 | Classifiche | Classifiche | Classifiche | Classifiche | Classifiche | Classifiche | Classifiche | Classifiche | Classifiche | Classifiche | Classifiche | Classifiche | Classifiche | Classifiche | Classifiche | Classifiche | Certificazioni                                    | Album di provenienza                    |
| Anno                                                                                               | Singolo                                 | UK          | AUS         | AUT         | BEL         | CAN         | FIN         | FRA         | GER         | IRL         | ITA         | NLD         | NOR         | NZ          | SWE         | SWI         | US          | Certificazioni                                    | Album di provenienza                    |
| -------------------------------------------------------------------------------------------------- | --------------------------------------- | ----------- | ----------- | ----------- | ----------- | ----------- | ----------- | ----------- | ----------- | ----------- | ----------- | ----------- | ----------- | ----------- | ----------- | ----------- | ----------- | ------------------------------------------------- | --------------------------------------- |
| 1981                                                                                               | Planet Earth                            | 12          | 8           | —           | —           | —           | —           | —           | —           | 14          | —           | —           | —           | —           | —           | —           | —           |                                                   | Duran Duran                             |
| 1981                                                                                               | Careless Memories                       | 37          | 60          | —           | —           | —           | —           | —           | —           | —           | —           | —           | —           | —           | —           | —           | —           |                                                   | Duran Duran                             |
| 1981                                                                                               | Girls on Film                           | 5           | 11          | —           | 30          | —           | —           | —           | —           | 16          | —           | —           | —           | 4           | 15          | —           | —           | - UK: Oro                                         | Duran Duran                             |
| 1981                                                                                               | My Own Way                              | 14          | 10          | —           | —           | —           | 14          | —           | —           | 20          | —           | —           | —           | 12          | —           | —           | —           |                                                   | Rio                                     |
| 1982                                                                                               | Hungry like the Wolf                    | 5           | 5           | —           | —           | 1           | 4           | —           | —           | 4           | 32          | 50          | —           | 4           | —           | —           | 3           | - CAN: Oro - UK: Platino - US: Oro                | Rio                                     |
| 1982                                                                                               | Save a Prayer                           | 2           | 56          | —           | 40          | —           | —           | —           | —           | 2           | —           | —           | —           | 35          | —           | —           | —           | - UK: Argento                                     | Rio                                     |
| 1982                                                                                               | Rio                                     | 9           | 60          | —           | —           | 3           | 14          | —           | —           | 9           | —           | —           | —           | 36          | —           | —           | 14          | - UK: Oro                                         | Rio                                     |
| 1983                                                                                               | Is There Something I Should Know?       | 1           | 4           | —           | 16          | 3           | 2           | —           | 28          | 2           | 29          | 24          | 10          | 5           | 16          | 7           | 4           | - UK: Oro                                         | /                                       |
| 1983                                                                                               | Union of the Snake                      | 3           | 4           | —           | 19          | 2           | 1           | —           | 37          | 5           | 22          | 17          | 8           | 3           | 16          | —           | 3           | - CAN: Oro - UK: Argento                          | Seven and the Ragged Tiger              |
| 1984                                                                                               | New Moon on Monday                      | 9           | 48          | —           | —           | 14          | 6           | —           | —           | 5           | —           | 28          | —           | 32          | —           | —           | 10          |                                                   | Seven and the Ragged Tiger              |
| 1984                                                                                               | The Reflex                              | 1           | 4           | 11          | 1           | 3           | 3           | 15          | 8           | 1           | 11          | 1           | —           | 6           | —           | 10          | 1           | - CAN: Platino - NLD: Oro - UK: Argento - US: Oro | Seven and the Ragged Tiger              |
| 1984                                                                                               | The Wild Boys                           | 2           | 3           | 2           | 2           | 2           | 4           | 13          | 1           | 2           | 1           | 3           | 6           | 5           | 19          | 2           | 2           | - CAN: Oro - GER: Oro - UK: Argento - US: Oro     | Arena                                   |
| 1985                                                                                               | Save a Prayer (live)                    | —           | —           | —           | 19          | 17          | —           | —           | 27          | —           | —           | 17          | —           | —           | —           | —           | 16          |                                                   | Arena                                   |
| 1985                                                                                               | A View to a Kill                        | 2           | 6           | 6           | 2           | 1           | 6           | 11          | 9           | 2           | 1           | 3           | 2           | 13          | 1           | 7           | 1           | - CAN: Oro - UK: Argento                          | 007 - Bersaglio mobile (colonna sonora) |
| 1986                                                                                               | Notorious                               | 7           | 17          | 14          | 6           | 10          | 4           | 37          | 12          | 5           | 1           | 6           | 4           | 6           | 2           | 4           | 2           |                                                   | Notorious                               |
| 1987                                                                                               | Skin Trade                              | 22          | —           | —           | 9           | 69          | —           | —           | 35          | 10          | 10          | 11          | —           | 36          | —           | —           | 39          |                                                   | Notorious                               |
| 1987                                                                                               | Meet El Presidente                      | 24          | —           | —           | 13          | —           | —           | —           | 54          | 13          | 16          | 31          | —           | —           | —           | —           | 70          |                                                   | Notorious                               |
| 1988                                                                                               | I Don't Want Your Love                  | 14          | 23          | —           | 15          | 8           | 15          | —           | 31          | 8           | 1           | 11          | —           | 12          | —           | 15          | 4           |                                                   | Big Thing                               |
| 1988                                                                                               | All She Wants Is                        | 9           | 74          | —           | —           | —           | 17          | —           | 28          | 10          | 4           | 44          | —           | 47          | —           | —           | 22          |                                                   | Big Thing                               |
| 1989                                                                                               | Do You Believe in Shame?                | 30          | —           | —           | —           | —           | 22          | —           | —           | 17          | 7           | 41          | —           | —           | —           | —           | 72          |                                                   | Big Thing                               |
| 1989                                                                                               | Burning the Ground                      | 31          | —           | —           | —           | —           | —           | —           | —           | 23          | 7           | 75          | —           | —           | —           | —           | —           |                                                   | Decade: Greatest Hits                   |
| 1990                                                                                               | Violence of Summer (Love's Taking Over) | 20          | 59          | —           | 43          | 82          | 15          | —           | 69          | 21          | 4           | 43          | —           | —           | —           | 29          | 64          |                                                   | Liberty                                 |
| 1990                                                                                               | Serious                                 | 48          | —           | —           | —           | —           | —           | —           | 69          | —           | 7           | —           | —           | —           | —           | —           | —           |                                                   | Liberty                                 |
| 1993                                                                                               | Ordinary World                          | 6           | 18          | 15          | 20          | 1           | 18          | 6           | 16          | 3           | 2           | 16          | 5           | 3           | 2           | 11          | 3           | - UK: Oro - US: Oro                               | Duran Duran (The Wedding Album)         |
| 1993                                                                                               | Come Undone                             | 13          | 19          | —           | 42          | 2           | 19          | 26          | 42          | 9           | 6           | —           | —           | 16          | 21          | —           | 7           |                                                   | Duran Duran (The Wedding Album)         |
| 1993                                                                                               | Too Much Information                    | 35          | 93          | —           | —           | 43          | —           | —           | —           | —           | —           | —           | —           | 48          | —           | —           | 45          |                                                   | Duran Duran (The Wedding Album)         |
| 1995                                                                                               | Perfect Day                             | 28          | —           | —           | —           | —           | —           | —           | —           | —           | —           | —           | —           | —           | —           | —           | —           |                                                   | Thank You                               |
| 1995                                                                                               | White Lines                             | 17          | 20          | —           | —           | 28          | —           | —           | —           | —           | 22          | —           | —           | 31          | —           | —           | —           |                                                   | Thank You                               |
| 1995                                                                                               | Lay, Lady, Lay                          | —           | —           | —           | —           | —           | —           | —           | —           | —           | 19          | —           | —           | —           | —           | —           | —           |                                                   | Thank You                               |
| 1997                                                                                               | Out of My Mind                          | 21          | 91          | —           | —           | 55          | —           | —           | —           | —           | 8           | —           | —           | —           | —           | —           | —           |                                                   | Medazzaland                             |
| 1997                                                                                               | Electric Barbarella                     | 23          | —           | —           | —           | 19          | —           | —           | —           | —           | —           | —           | —           | —           | —           | —           | 52          |                                                   | Medazzaland                             |
| 2000                                                                                               | Someone Else Not Me                     | 53          | —           | —           | —           | —           | —           | —           | —           | —           | 26          | —           | —           | —           | —           | —           | —           |                                                   | Pop Trash                               |
| 2004                                                                                               | (Reach Up for The) Sunrise              | 5           | 22          | 50          | 42          | —           | —           | —           | 39          | 32          | 2           | 25          | —           | 37          | —           | 61          | 89          |                                                   | Astronaut                               |
| 2005                                                                                               | What Happens Tomorrow                   | 11          | —           | —           | 58          | —           | —           | —           | 80          | 47          | 2           | —           | —           | —           | —           | —           | —           |                                                   | Astronaut                               |
| 2005                                                                                               | Nice                                    | —           | —           | —           | —           | —           | —           | —           | —           | —           | —           | —           | —           | —           | —           | —           | —           |                                                   | Astronaut                               |
| 2007                                                                                               | Falling Down                            | 52          | —           | —           | —           | —           | —           | —           | 79          | —           | 2           | —           | —           | —           | —           | 60          | —           |                                                   | Red Carpet Massacre                     |
| 2010                                                                                               | All You Need Is Now                     | —           | —           | —           | —           | —           | —           | —           | —           | —           | —           | —           | —           | —           | —           | —           | —           |                                                   | All You Need Is Now                     |
| 2011                                                                                               | Girl Panic!                             | —           | —           | —           | —           | —           | —           | —           | —           | —           | —           | —           | —           | —           | —           | —           | —           |                                                   | All You Need Is Now                     |
| 2011                                                                                               | Leave a Light On                        | —           | —           | —           | —           | —           | —           | —           | —           | —           | —           | —           | —           | —           | —           | —           | —           |                                                   | All You Need Is Now                     |
| 2015                                                                                               | Pressure Off                            | —           | —           | —           | 62          | —           | —           | —           | —           | —           | 59          | —           | —           | —           | —           | —           | —           |                                                   | Paper Gods                              |
| 2017                                                                                               | Last Night in the City                  | —           | —           | —           | —           | —           | —           | —           | —           | —           | —           | —           | —           | —           | —           | —           | —           |                                                   | Paper Gods                              |
| 2023                                                                                               | Danse Macabre                           |             |             |             |             |             |             |             |             |             |             |             |             |             |             |             |             |                                                   | Danse Macabre                           |
| "—" indica una pubblicazione che non si è classificata o che non è stata pubblicata in quel Paese. |                                         |             |             |             |             |             |             |             |             |             |             |             |             |             |             |             |             |                                                   |                                         |

## Videografia

### Album video
| Anno | Titolo                            | Informazioni |
| ---- | --------------------------------- | --- |
| 1983 | Duran Duran                       | Video compilation                                                                                                  |
| 1984 | Duran Duran Video 45              | Video EP comprendente Girls on Film e Hungry like the Wolf                                                         |
| 1984 | Dancing on the Valentine          | Video compilation                                                                                                  |
| 1984 | Sing Blue Silver                  | Documentario; pubblicato in DVD nel 2004                                                                           |
| 1984 | Arena: An Absurd Notion           | Film concerto; pubblicato in DVD nel 2004 * Esiste una versione alternativa chiamata As the Lights Go Down         |
| 1984 | The Making of Arena               | Documentario; pubblicato in DVD nel 2004                                                                           |
| 1987 | Three to Get Ready                | Documentario in bianco e nero * Versione ridotta – 29 minuti * Versione estesa ("Collector's Edition") – 75 minuti |
| 1988 | Working for the Skin Trade        | Concerto registrato in Brasile                                                                                     |
| 1988 | 6ix by 3hree                      | Video compilation                                                                                                  |
| 1989 | Decade                            | Video compilation                                                                                                  |
| 1993 | Extraordinary World               | Documentario e video compilation                                                                                   |
| 1998 | Greatest: The Videos              | Video compilation; ristampato in DVD nel 2004                                                                      |
| 2005 | Live from London                  | Concerto registrato alla Wembley Arena                                                                             |
| 2008 | Classic Albums: Duran Duran - Rio | Documentario sulla realizzazione di Rio                                                                            |
| 2010 | Live at Hammersmith '82!          | Concerto registrato all'Hammersmith Apollo durante il tour di Rio                                                  |
| 2012 | A Diamond in the Mind: Live 2011  | Concerto registrato alla Manchester Arena                                                                          |

### Video musicali
| Anno | Titolo                                  | Regista                        |
| ---- | --------------------------------------- | ------------------------------ |
| 1981 | Planet Earth                            | Perry Haines & Russell Mulcahy |
| 1981 | Careless Memories                       | Terry Jones & Perry Haines     |
| 1981 | Girls on Film                           | Godley & Creme                 |
| 1981 | My Own Way                              | Russell Mulcahy                |
| 1982 | Lonely in Your Nightmare                | Russell Mulcahy                |
| 1982 | Hungry like the Wolf                    | Russell Mulcahy                |
| 1982 | Save a Prayer                           | Russell Mulcahy                |
| 1982 | Rio                                     | Russell Mulcahy                |
| 1982 | The Chauffeur                           | Ian Emes                       |
| 1983 | Is There Something I Should Know?       | Russell Mulcahy                |
| 1983 | Night Boat                              | Russell Mulcahy                |
| 1983 | Union of the Snake                      | Simon Milne                    |
| 1984 | New Moon on Monday                      | Brian Grant                    |
| 1984 | The Reflex                              | Russell Mulcahy                |
| 1984 | The Wild Boys                           | Russell Mulcahy                |
| 1985 | Save a Prayer (live)                    | Russell Mulcahy                |
| 1985 | A View to a Kill                        | Godley & Creme                 |
| 1986 | Notorius                                | Peter Kagan & Paula Greif      |
| 1987 | Skin Trade                              | Peter Kagan & Paula Greif      |
| 1987 | Meet El Presidente                      | Peter Kagan & Paula Greif      |
| 1988 | I Don't Want Your Love                  | Steve Lowe                     |
| 1988 | All She Wants Is                        | Dean Chamberlain               |
| 1989 | Do You Believe in Shame?                | Chen Kaige                     |
| 1989 | Burning the Ground                      | Adrian Martin                  |
| 1990 | Violence of Summer (Love's Taking Over) | Big TV!                        |
| 1990 | Serious                                 | Big TV!                        |
| 1993 | Ordinary World                          | Nick Egan                      |
| 1993 | Come Undone                             | Julien Temple                  |
| 1993 | Too Much Information                    | Julien Temple                  |
| 1993 | Breath After Breath                     | Keith Ward                     |
| 1993 | Femme Fatale                            | Ellen von Unwerth              |
| 1995 | Perfect Day                             | Nick Egan                      |
| 1995 | White Lines (Don't Do It)               | Nick Egan                      |
| 1997 | Out of My Mind                          | Dean Karr                      |
| 1997 | Electric Barbarella                     | Ellen von Unwerth              |
| 2000 | Someone Else Not Me                     | Fullerene                      |
| 2004 | (Reach Up for The) Sunrise              | The Polish Brothers            |
| 2005 | What Happens Tomorrow                   | Smith n' Borin                 |
| 2007 | Falling Down                            | Anthony Mandler                |
| 2010 | All You Need Is Now                     | Nick Egan                      |
| 2011 | Girl Panic!                             | Jonas Åkerlund                 |
| 2015 | Pressure Off                            | Nick Egan                      |